# 陶起虞
陶起虞（？—？），字士熙，湖广黄州府黄冈縣人。

## 生平
事继母以孝闻，操行端洁，嗜读书。萬曆三十七年（1609年）己酉科湖广乡试经魁，天啓五年（1625年）乙丑科進士，授江西进贤知县，改泰和县，政简刑清，除其积弊，士民乐之。家无担石储，乡评推为清介云云。

## 家族
从祖父陶珪。